# Konstantinos Koligiannis
Kostas Koligiannis (griechisch Κώστας Κολιγιάννης; * 26. Juli 1909 in Ellopia auf Euböa; † 5. September 1979 in Budapest) war ein griechischer Politiker. Er war von 1956 bis 1972 Erster Sekretär des ZK der Kommunistischen Partei Griechenlands (KKE) und damit deren politischer Anführer.

## Biografie
Von Beruf Rechtsanwalt wurde Koligiannis 1931 Mitglied der KKE. Bis 1935 als ihr Funktionär in Thiva tätig, wurde er mit Ausrufung der Monarchie und dem Beginn der Metaxas-Diktatur 1935/36 verhaftet und in Nafplio und Pylos gefangen gehalten, bevor er 1943 aus der Haft fliehen konnte.
Seit seiner Flucht aus dem Gefängnis war Koligiannis Mitglied der Griechischen Volksbefreiungsarmee (ELAS) und auf Seiten dieser im Widerstand gegen die deutsche Besatzung Griechenlands tätig. Anschließend daran war er im Griechischen Bürgerkrieg auf Seiten der Demokratischen Armee Griechenlands tätig und wurde 1948 Mitglied des Zentralkomitees der KKE.
In Folge der Niederlage der Kommunisten im griechischen Bürgerkrieg floh Koligiannis 1949 aus Griechenland und fand ein Exil in der Sowjetunion.
Zwischen 1952 und 1974 war er Mitglied des Politbüros des Zentralkomitees der KKE und zudem von 1957 bis 1972 Erster Sekretär des ZK der KKE.